# William Ormsby-Gore
William George Arthur Ormsby-Gore, efter 1938 4:e baron Harlech, född 11 april 1885, död 14 april 1964, var en brittisk politiker.
Ormsby-Gore var från 1910 konservativ ledamot av underhuset, medlem av den parlamentariska Indienkommittén 1919, och med detta korta avbrott understatssekreterare för kolonierna 1922-29, postmaster general augusti-november 1931, first commissioner of works och medlem av Ramsay MacDonalds nationella samlingsregering i november 1931.